# 大江駅 (愛知県)
大江駅（おおええき）は、愛知県名古屋市南区加福本通にある、名古屋鉄道（名鉄）の駅である。駅番号はTA03。

## 概要
常滑線から築港線が分岐する急行停車駅（平日朝には一部の快速急行も停車）。
堀田駅（こちらは停車列車が全て副本線に入るため急行・準急の待避は不可）と同様に、名古屋方面は当駅を出ると事実上名古屋本線二ツ杁駅または犬山線西春駅まで待避ができない。そのため日中は急行または準急と普通が緩急接続を行っており、一部の普通は更にミュースカイや特急の通過待ちも同時に行うため、10分ほど停車している。太田川方面は当駅を出ると聚楽園駅で待避が可能であるが、聚楽園駅の下り本線は通過線であるため緩急接続は太田川駅までできない（8両編成は通過待避を含めて太田川駅まで不可。下り急行は原則終点まで待避しない）。
新車が搬入される際は、日中、当駅まで名古屋臨海鉄道のディーゼル機関車に牽かれて搬入後、検査等が行われて深夜に当駅を離れ、豊明検車支区あるいは舞木検査場まで自走もしくは電気機関車に牽引されて移動する（途中金山駅でスイッチバック）。名古屋市営地下鉄鶴舞線と桜通線の新車も当駅までは前記のように搬入される。そのあとは、電気機関車に牽引されて金山駅、知立駅を経由して日進工場まで運ばれる（上飯田線の車両も新製時は一度日進工場へ運ばれた）。
かつては、築港線ホームそばから築港線東名古屋港駅まで築港線に並行して高架でHSSTシステムの実験線が存在していた（現在は撤去）。2002年（平成14年）頃から、試運転のために愛知高速交通東部丘陵線（リニモ）の車両（編成番号01）が大江駅のHSST実験線上に留置されていたことがある。
駅西側の常滑線と築港線の間には比較的規模の大きな留置線が存在する。保線基地も併設しているため、レール運搬車等の工事車両も留置されている。また、マルチプルタイタンパーの研修庫も置かれている。
ローマ字表記は「ŌE」であり、名鉄では国府駅 (KŌ) とともに最短の駅名である。他社も含めローマ字2字の駅名は粟生駅(AO)、飯井駅(II)、頴娃駅(EI)、小江駅(OE)がありいずれもローマ字としては最短の駅名である。

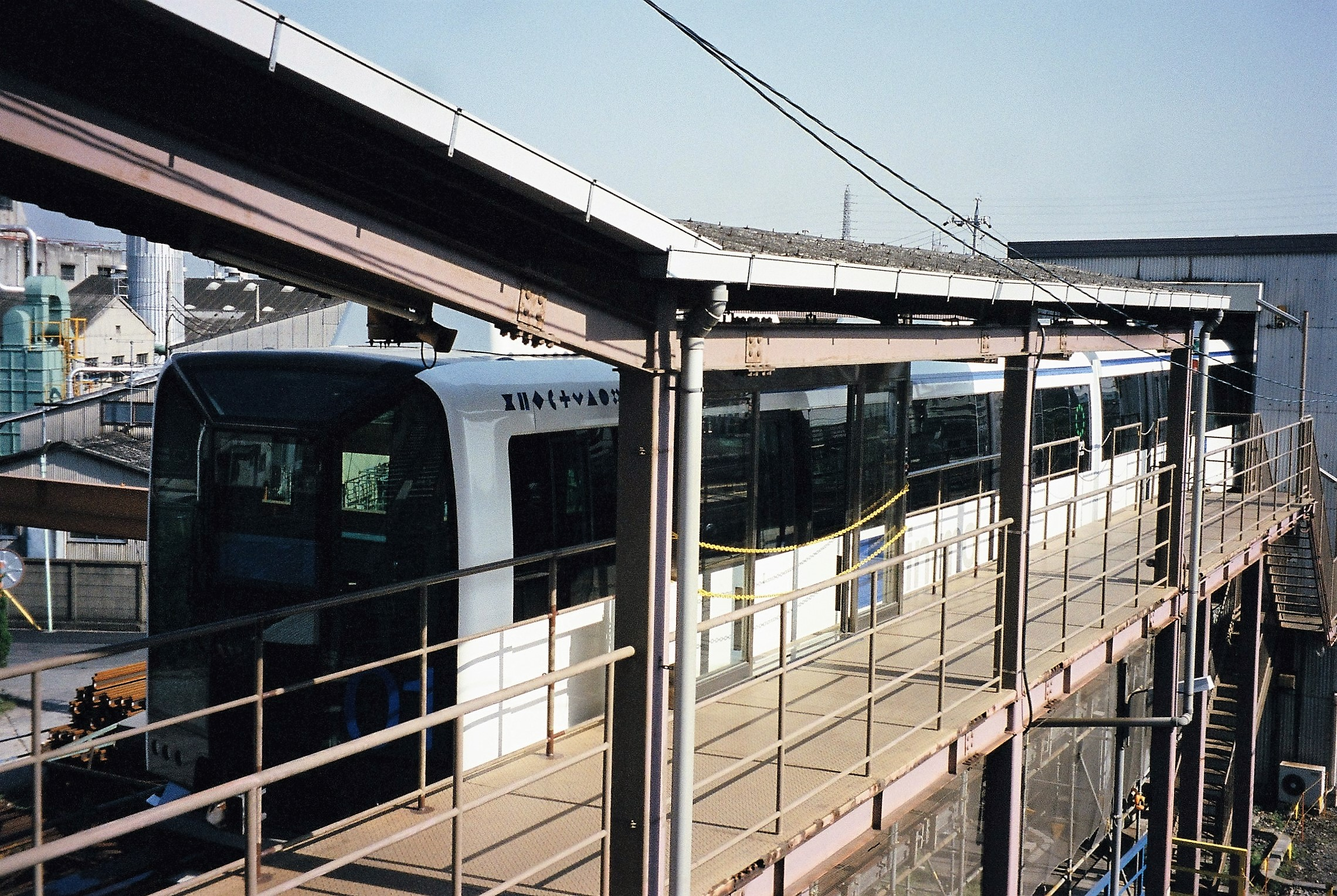
HSST実験線上に留置される磁気浮上式車両（後のリニモ）（2003年5月）
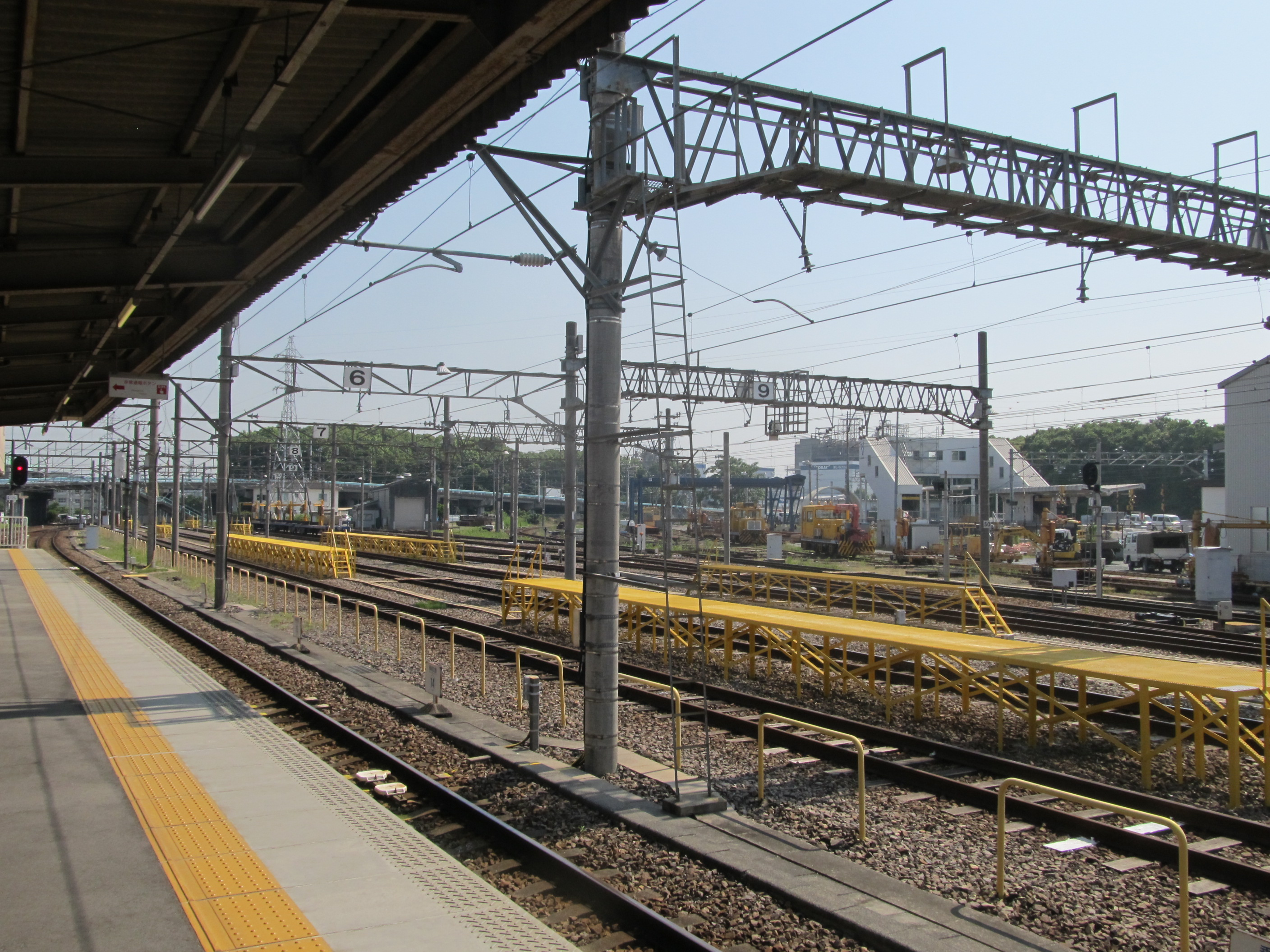
大江電留線
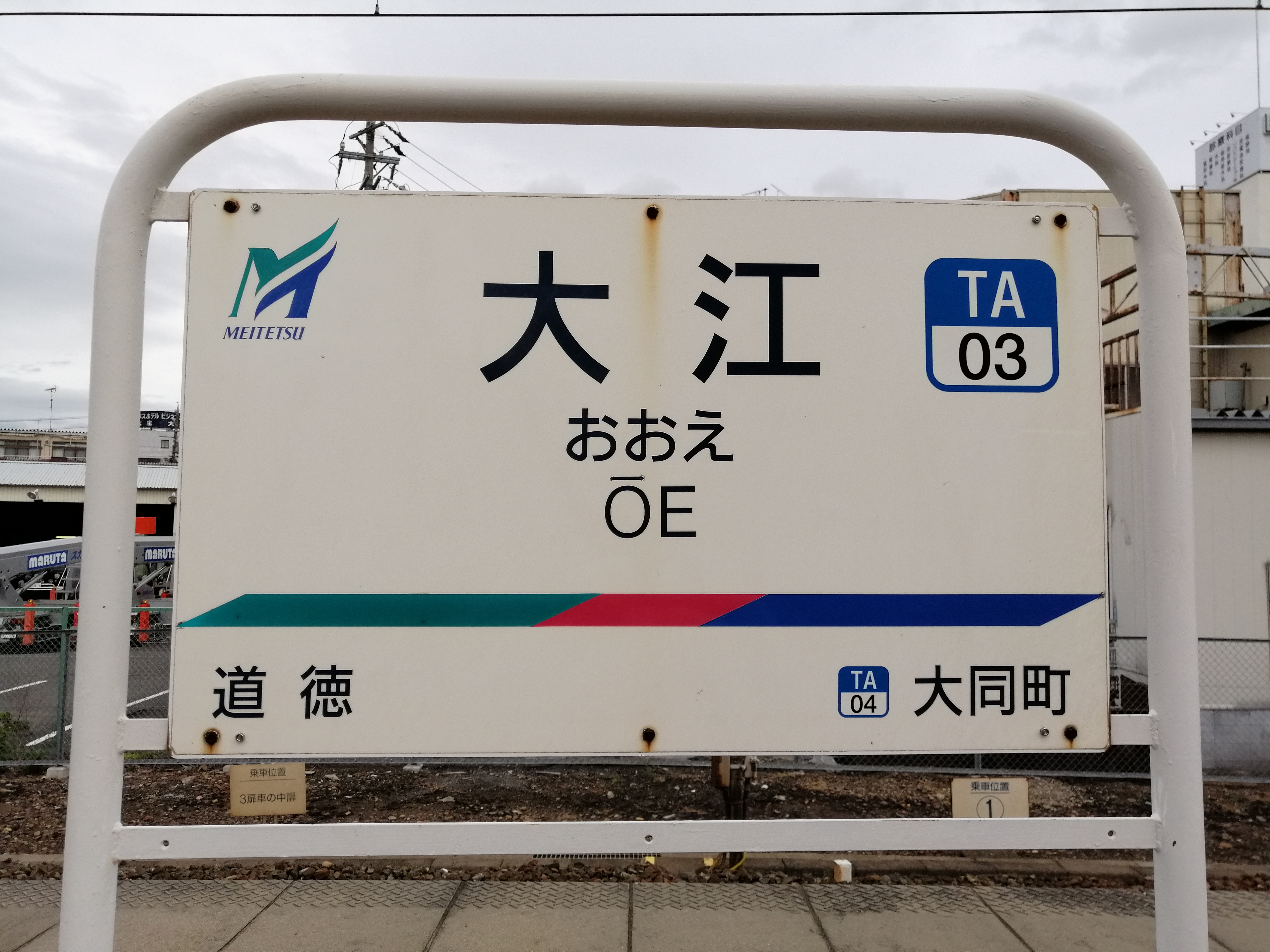
駅名標

## 歴史
- 1917年（大正6年）5月10日 - 愛知電気鉄道の駅として開業する[3]。
- 1919年（大正8年）4月16日 - 道徳寄りに0.1マイル移転[4]。
- 1924年（大正13年）1月15日 - 道徳寄りに0.5マイル移転。築港線が開業し同線との分岐駅となる[5]。
- 1935年（昭和10年）8月1日 - 名岐鉄道と合併し名古屋鉄道が発足したことにより同社の駅となる。
- 1966年（昭和41年）7月29日 - 駅構内で電車の衝突事故発生[6]。児童ら58人負傷[6]。
- 1983年（昭和58年）度 - 貨物営業廃止[7]。
- 1990年（平成2年）
  - 10月29日 - 準急が廃止される[8]。
  - 11月25日 - 築港線ホーム完成[8]。
- 1991年（平成3年）12月25日 - 下り副本線新設、留置線増強など駅構内が大幅に改良される[9][10]。
- 2004年（平成16年）12月15日 - 駅舎新築[11]。築港線乗り換え口がトランパス対応に改修されるとともに、東名古屋港発の硬券乗車券ならびに車内補充券式の乗車券の販売が終了する。
- 2005年（平成17年）1月29日 - ダイヤ改正に伴い、急行の標準停車駅になる[12]。
- 2009年（平成21年）10月3日 - 築港線の4両運転に伴い、5番線ホームを3両から4両へと延長[11]。同時にホームの拡幅およびかさ上げも行われた。
- 2011年（平成23年）
  - 2月11日 - ICカード乗車券「manaca」供用開始。
  - 3月26日 - ダイヤ改正に伴い、平日朝に名鉄名古屋駅を7時台に発車する快速急行3本が停車するようになる。
- 2012年（平成24年）2月29日 - トランパス供用終了。
- 2024年（令和6年）12月21日 - 終日無人化[13]。

## 駅構造
常滑線用に2面4線、築港線用に1面1線のホームを持つ無人駅で、駅集中管理システムが導入されている（管理駅は神宮前駅）。2024年（令和6年）12月20日までは終日有人駅だった。ホーム有効長は常滑線用の1 - 4番線が8両、築港線用の5番線が4両である。常滑線用はカーブの途中に設置されているために奇数ホーム（カーブ外側）が本線、偶数ホーム（カーブ内側）が待避線になっており、須ヶ口駅（待避はできないが、奇数ホームに津島線の電車、偶数ホームに本線の電車が入る当駅と似た形）と同じく、名鉄では珍しい。
| 番線 | 路線      | 方向 | 行先                         | 備考   |
| ---- | --------- | ---- | ---------------------------- | ------ |
| 1    | TA 常滑線 | 下り | 中部国際空港・河和・内海方面 | 本線   |
| 2    | TA 常滑線 | 下り | 中部国際空港・河和・内海方面 | 待避線 |
| 3    | TA 常滑線 | 上り | 金山・名鉄名古屋方面         | 本線   |
| 4    | TA 常滑線 | 上り | 金山・名鉄名古屋方面         | 待避線 |
| 5    | CH 築港線 | -    | 東名古屋港ゆき               |        |

駅出入口・改札口は東側にあり、各ホームとは跨線橋で結ばれている。また、跨線橋の5番線（築港線）ホームへの通路には中間改札が設けられており、これは東名古屋港駅の改札口として扱われている（同駅には改札が設置されていない）。このため現金で東名古屋港駅まで利用する場合は中間改札で乗車券を回収され、無券で乗車する。manacaも中間改札を通った時点で、乗車前でありながら「東名古屋港駅を下車した扱い」になる。逆方向も無券で乗車し、中間改札で乗車処理を受ける。築港線の列車運行がない時間帯は中間改札が封鎖され、5番線ホームには立ち入りできない。
名古屋方面が不通になった際に、太田川方面からの列車が当駅で折り返しとなることがある。それに備えて駅の前後に片渡り線が設置されており、名古屋方面から3・4番線への入線、および4番線から太田川方面への出発が可能になっている。
駅構内には留置線が併設されており、夜間留置や予備車両の留置、日中時間帯の車両留置が行われる。また、名古屋本線の神宮前駅以東や常滑線当駅以南で人身事故などにより不通になった場合には、神宮前止まりとなった列車を当駅留置線へ回送した後、折り返して神宮前発として運転することがある。（当駅ではホームを通らずに留置線に直接出入りするので当駅発着にすることができない。詳しくは下記配線図を参照）
バリアフリー工事により、今まで設置されていなかったエレベーターや列車案内が設置されるようになった。同時に自動放送も稼動した。それまでは駅員が放送を行っていた。

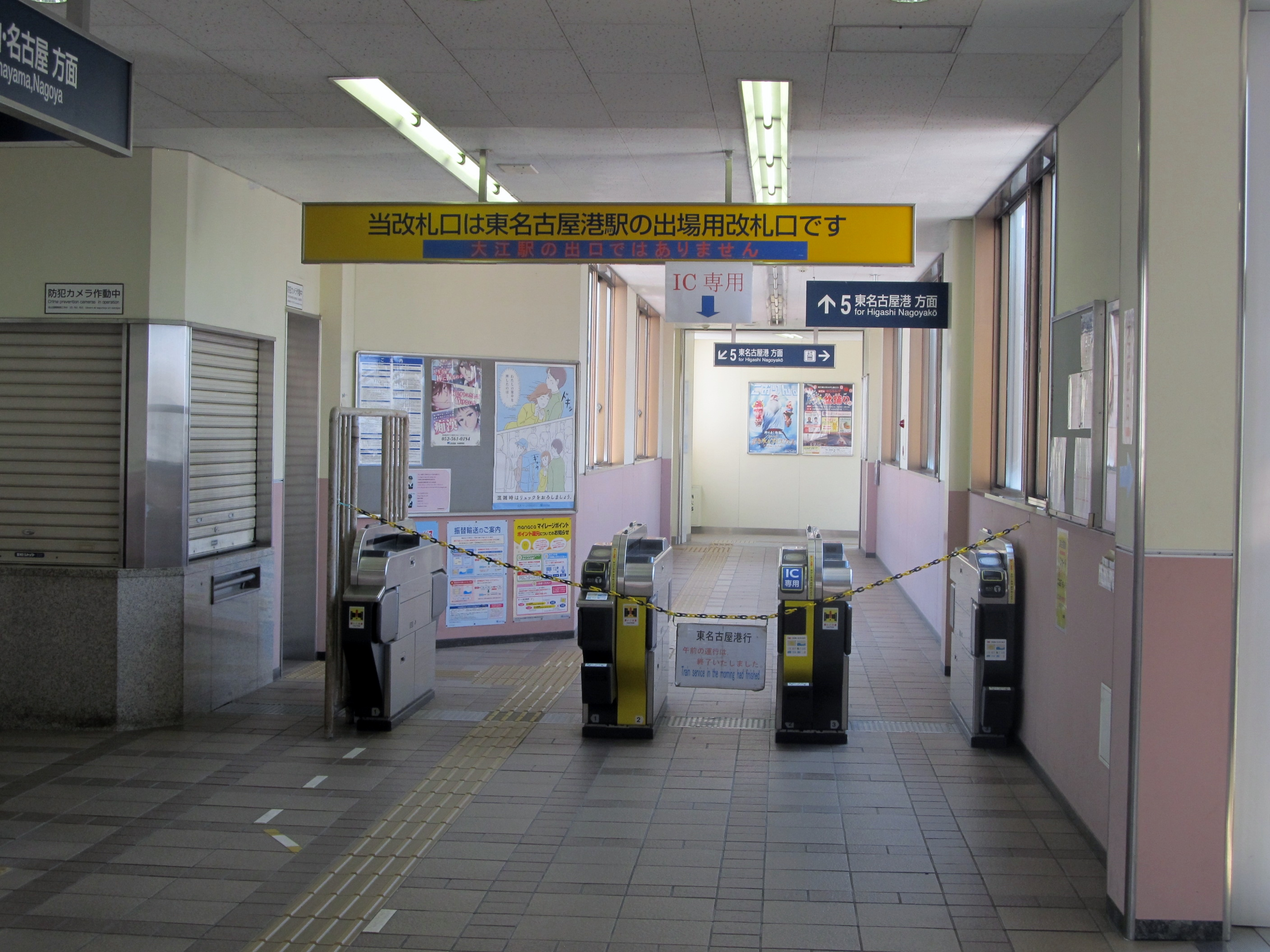
築港線中間改札口
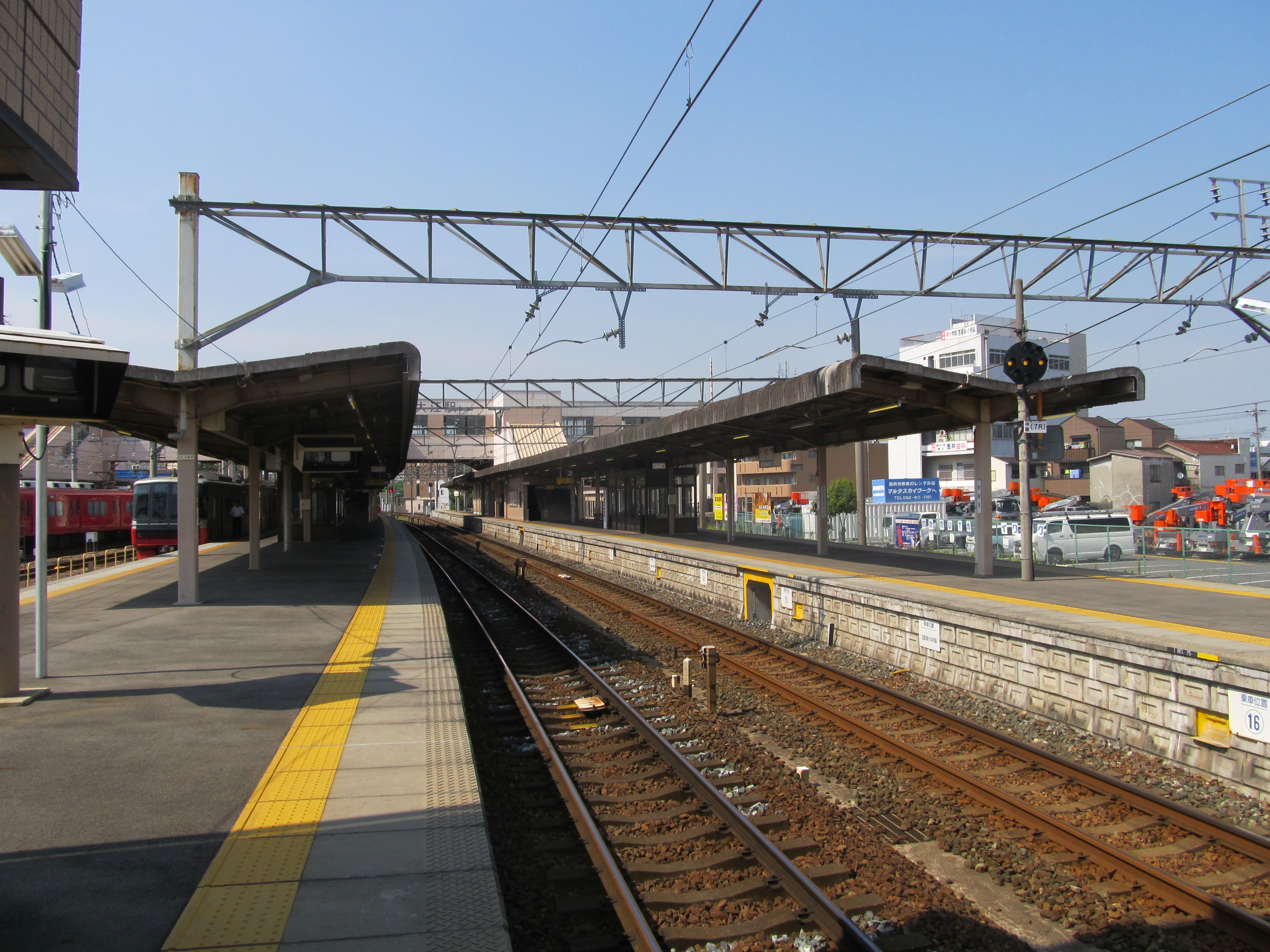
1 - 4番線
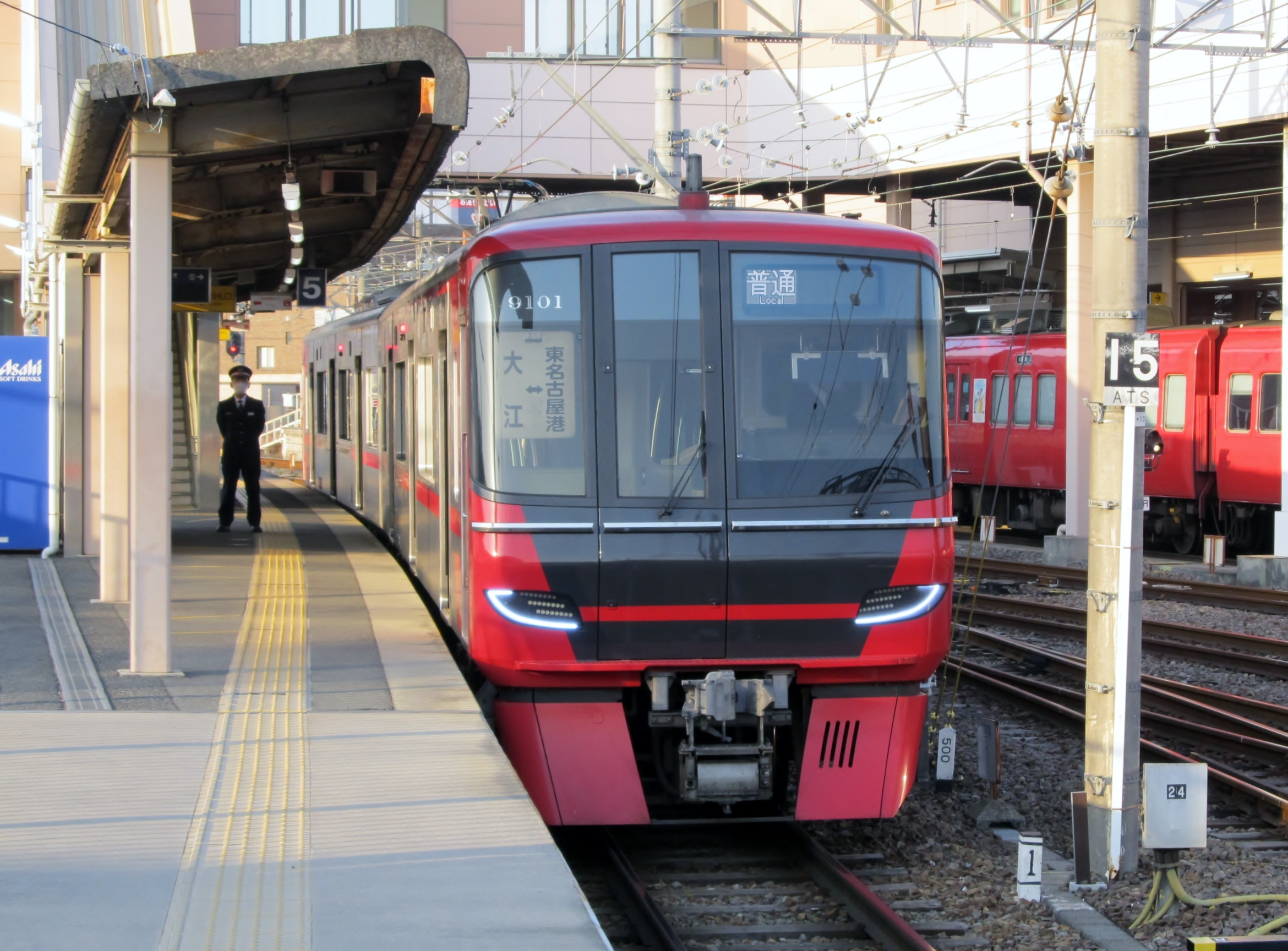
5番線

## 利用状況
- 「移動等円滑化取組報告書」によれば、2020年度の1日平均乗降人員は4,682人である[19]。
- 『名鉄120年：近20年のあゆみ』によると2013年度当時の1日平均乗降人員は5,359人であり、この値は名鉄全駅（275駅）中78位、常滑線・空港線・築港線（26駅）中10位であった[20]。
- 『名古屋鉄道百年史』によると1992年度当時の1日平均乗降人員は6,039人であり、この値は岐阜市内線均一運賃区間[注釈 4]内各駅を除く名鉄全駅（342駅）中70位、常滑線・築港線（24駅）中8位であった[21]。
- 『名古屋市統計年鑑』によると、2019年度の1日平均乗車人員は2,837人である。各年度の1日平均乗車人員は以下の通り[22]。

| 年度   | 1日平均 乗車人員 |
| ------ | ---------------- |
| 1997年 | 2,466            |
| 1998年 | 2,329            |
| 1999年 | 2,201            |
| 2000年 | 2,233            |
| 2001年 | 2,227            |
| 2002年 | 2,197            |
| 2003年 | 2,182            |
| 2004年 | 2,354            |
| 2005年 | 2,461            |
| 2006年 | 2,593            |
| 2007年 | 2,639            |
| 2008年 | 2,718            |
| 2009年 | 2,550            |
| 2010年 | 2,510            |
| 2011年 | 2,570            |
| 2012年 | 2,587            |
| 2013年 | 2,671            |
| 2014年 | 2,634            |
| 2015年 | 2,721            |
| 2016年 | 2,737            |
| 2017年 | 2,838            |
| 2018年 | 2,875            |
| 2019年 | 2,837            |

利用者数は南隣の準急停車駅である大同町駅の半分にも満たないが、駅の構造上緩急接続が可能なのと築港線への乗換客に対応するため一部の快速急行と全ての急行・準急が停車する。なお、2005年1月29日のダイヤ改正まで、河和線直通の急行は一部を除いて停車しなかった。

## 駅周辺

### 主な施設
- 国道247号
- 環状線（名古屋市道名古屋環状線）
- 愛知県立名古屋南高等学校
- 名南ふれあい病院
- 名古屋市休日急病診療所
- 日本ガイシスポーツプラザ（名古屋市総合体育館） - 徒歩で約15分。
- キクテック本社・愛知支店
- 名古屋銀行大江支店
- ビバモール名古屋南
  - スーパービバホーム 名古屋南店
  - 平和堂 ビバモール名古屋南店

### バス路線
名古屋市営バス
- 「大江駅」停 - 駅前すぐ。
  - 神宮15系統：神宮東門 - 大江駅 - 要町 - 鳴尾車庫
- 「港東通」停 - 駅南側へ徒歩で4分程度。
  - 新瑞13系統：新瑞橋 - 港東通 - 鳴尾車庫 - 新瑞橋（循環）
  - 新瑞14系統：新瑞橋 - 港東通 - ワイルドフラワーガーデン
  - 神宮12系統：神宮東門 - 港東通 - 北頭 - 鳴尾車庫

## 隣の駅
名古屋鉄道
TA 常滑線
□ミュースカイ・■特急・□快速急行
通過
□快速急行（平日朝の中部国際空港行き3本）
神宮前駅（NH33） - 大江駅（TA03） - 太田川駅（TA09）
■急行
神宮前駅（NH33） - 大江駅（TA03） - （一部大同町駅（TA04）・聚楽園駅（TA07）） - 太田川駅（TA09）
■準急
神宮前駅（NH33） - 大江駅（TA03） - 大同町駅（TA04）
■普通
道徳駅（TA02） - 大江駅（TA03） - 大同町駅（TA04）
CH 築港線（普通のみ運転）
大江駅（TA03） - （名電築港駅） - 東名古屋港駅（CH01）
※ かつては道徳駅 - 当駅間に山崎川駅が存在した（貨物駅。1972年廃止）。